# Józefa Dadak
Józefa Dadak (ur. 15 kwietnia 1898, zm. 8 października 1985) – polska „Sprawiedliwa wśród Narodów Świata”.

## Życiorys
W trakcie II wojny światowej mieszkała w Krakowie. W tym czasie zaopiekowała się dzieckiem żydowskiej rodziny Entenbergów, Anną - urodzoną latem 1939 r. W 1942 r. gdy przygarnęła dziewczynkę pod swój dach, gdy jej rodzice zostali wywiezieni do obozu koncentracyjnego z getta w Krakowie. Józefa przedstawiała Annę jako katolicką sierotę, opiekując się nią aż do stycznia 1945 r. i wkroczenia Armii Czerwonej.  
Józefa Dadak jest pochowana na Cmentarzu Prądnik Czerwony w Krakowie (kwateraː A7D, rządː płd, miejsceː 1).   
6 września 1984 r. Instytut Jad Waszem uhonorował Józefę Dadak medalem „Sprawiedliwy wśród Narodów Świata”.